# Айваз Арам Мойсейович
Арам Мойсейович Айваз (1899 — 27 грудня 1982) — піаніст та композитор караїмського походження.

## Життєпис
Син Мойсея Абрамовича Айваза, голови Товариства піклування про бідних караїмів, що активним членом національної ради за гахана С. М. Шапшала та членом Правління євпаторійської караїмської громади. Мати — Раїса Яківна Кискачі багато років була опікункою жіночого караїмського професійного училища. Народився 1899 року в Євпаторії. У 2-річному віці Арам заразився епідемічним цереброспінальним менінгітом. Терміново було проведено операцію. З дитинства захопився музикою, перші уроки гри на фортепіано отримав від матері.
У 1911—1913 роках навчався в Ризькій музичній школі. По поверненню до рідного міста в гімназії здобув загальну освіту. Невдовзі брав учроки з музики в Самуїла Майкапара. У 1916 році вступив до Московської консерваторії. На той час мав у репертуарі 400 музичних творів, зокрема етюди та балади Шопена. У 1917 році у зв'язку з революційними подіями перервав навчання. Продовжив 1919 року навчатися у Петроградській консерваторії. Комісія, прослухавши твори А. М. Айваза, прийшла до думки, що йому слід негайно приступити до вивчення композиторського курсу.
1924 року повернувся до Євпаторії, де увійшов до Спілки митців «Рабіс». Бере участь у збірних концертах, де виступає разом із артистом Василем Качаловим, гастролюючи містами Кримського півострова.
У 1935 році одружився з троюрідною небогою С. М. Майкапара. 1940 році у Москві закінчив курси для молодих композиторів в Москві і був прийнятий до Спілки радянських композиторів . Під час Другої світової війни продовжував займатися композиторською роботою. У повоєнні роки, щоб утримувати велику родину, він мав працювати піаністом в оркестрі кінотеатру «Якір», а у перервах грати у ресторані.
Помер 1982 року в Євпаторії.

## Родина
Дружина — Ірина Валентинівна Ісакович, співачка
Діти:
- Роман (1937—2016), очільник Санкт-Петербурзького караїмського товариства у 1994—2016 роках

## Творчість
Найзначущими з його композиторського доробку є кантата-трилогія «Петербург — Петроград — Ленінград», балет для фортепіано «Карнавал світу», «Поема про Крим» (у 5 частинах), «Бахчисарайська сюїта» (тут знайшли відбиток караїмські наспіви та хайтарма), «Арктична поема», «Новорічна сюїта». Також створив твори на тексти російських поетів Олександра Пушкіна (17 романсів), Федора Тютчева (3 романси), інших авторів (13 романсів), фортепіанні п'єси, «Дитячий альбом» (20 п'єс), «Морська поема», незавершеним залишився концерт для фортепіано з оркестром.